# Le Torp-Mesnil
Le Torp-Mesnil är en kommun i departementet Seine-Maritime i regionen Normandie i norra Frankrike. Kommunen ligger i kantonen Doudeville som tillhör arrondissementet Rouen. År 2022 hade Le Torp-Mesnil 454 invånare.

## Befolkningsutveckling
Antalet invånare i kommunen Le Torp-Mesnil
| Referens: INSEE |